# Darksiders Genesis
Darksiders Genesis — це hack and slash рольова відеогра, розроблена американською студією Airship Syndicate та видана THQ Nordic. Гра була випущена для Stadia та Microsoft Windows, 5 грудня 2019 року та випущена на Nintendo Switch, PlayStation 4 та Xbox One 14 лютого 2020 р.

## Сюжет
Після того, як Четверо Вершників напали й знищили нефілімів в Едемі, їх викликає Обвуглена рада. Рада підозрює, що король демонів Люцифер планує щось із Самаелем, щоб порушити Баланс, і наказує розслідувати це Війні й Розбрату. Після вторгнення в укриття Самаеля вони виявляють його під атакою іншого Господаря Пекла, хоч і меншого: Молоха. Самаель повідомляє їм, що він не в лізі з Люцифером, і поточна атака на нього є результатом цього. Перш ніж він зможе сказати щось інше, Молох атакує, і Самаель телепортує Вершників у Пустоту, щоб знайти і поговорити зі своїм товаришем.
Вершники подорожують по Пустоті та знаходять Вулгрім, щоб бути сподвижником, про якого говорив Самаель. Вулгрім повідомляє їм, що він може допомогти вислідити Люцифера, але йому потрібні кілька артефактів. Зібравши необхідні артефакти, Вулгрім повідомляє їм, що Люцифер відвідав Маммона, іншого Володаря Пекла. Тут прибуває Самаель і пропонує Вершникам знайти Маммона і змусити його поговорити про Люцифера. Вони знаходять Маммона з кількома реліквіями та зброєю з Едему. Вбивши його, Вершники повертаються до Вулгрім і Самаеля, де дізнаються, що Люцифер відкрив шлях до Едему, принісши його священну воду і перетворивши її на отруту. Демон Беліал відповідає за цю операцію. Припинивши операцію, вони протистоять і перемагають Беліала, але щадять його. Але після від'їзду Вершників Люцифер прибуває і карає його.
Вершники дізнаються, що Дагон, потонулий король також допомагає Люциферу, оскільки Люцифер запропонував йому Едем. Тим часом вони зустрічають Абаддона, ангела-хранителя Едему. Він повідомляє їм, що Люцифер поширює корупцію, і просить їх допомогти йому очистити Едем. Потім Вершники вистежують і вбивають Дагона. Вони повертаються до Пустоти, і Самаель радить їм знищити джерело сили Молоха, перш ніж напасти на нього. Вони так роблять і разом із Самаелем нападають і вбивають Молоха. Однак перед своєю смертю Молох каже їм, що план Люцифера закінчений і Самаель знає про це.
Повернувшись у Пустоту, Самаель розповідає Вершникам, що Люцифер попросив душі Володарів Пекла після їх смерті в обмін на їхні послуги. Самаель також повідомляє їм, що Ліліт також планує змови з Люцифером, і вони разом зробили артефакт під назвою «Анімус», який підживлюється душами Господарів Неба і Пекла, які прийняли пропозицію Люцифера. Цей артефакт використовується на Землі для розбещення людства, перетворення його на летких і саморуйнівних видів, якими вони виростають згодом. Вершники вирушають на Землю, щоб знайти людство, яке живе в гріху, і зрозуміти, що вони допомогли Люциферу досягти своєї мети. Люцифер розмовляє з ними через людську дитину і каже Вершникам, що корупція людства поширюється і не може бути зупинена.
Згодом вони повертаються до Обгорілої Ради, яка проголошує, що на людство потрібно дивитись як на Третє Царство. Потім вони підробляють Сім печаток як договір, щоб підтримувати рівновагу між Раєм і Пеклом: три з них походять з демонічних планів і ще три — з ангельських укріплень, а одна — від самого Собору. Вони заявляють, що той, хто порушить договір, зазнає гніву Вершників, створюючи основу для майбутніх ігор.